# AGM-158C LRASM
Le  AGM-158C LRASM  est un missile antinavire transhorizon longue portée (Beyond Visual Range - BVR : « Au-delà de la portée visuelle ») tout-temps, développé par la DARPA et produit par Lockheed Martin.

## Historique
Le missile AGM-158C LRASM entre en service à partir de fin 2018 pour la version air-surface et 2019 pour la version surface-surface.

## Opérateurs militaires
Australie
 États-Unis